# Solovăstru
Solovăstru – wieś w Rumunii, w okręgu Marusza, w gminie Solovăstru. W 2011 roku liczyła 1695 mieszkańców.